# Comuna Mădăraș, Harghita
Mădăraș (în maghiară: Csikmadaras) este o comună în județul Harghita, Transilvania, România, formată numai din satul de reședință cu același nume.
Comuna a fost înființată în anul 2004, (Legea 104/2002) prin reorganizarea comunei Dănești.

## Demografie
Componența etnică a comunei Mădăraș
     Maghiari (95,46%)
     Alte etnii (4,54%)
Componența confesională a comunei Mădăraș
     Romano-catolici (93,6%)
     Alte religii (2,63%)
     Necunoscută (3,77%)
Conform recensământului efectuat în 2021, populația comunei Mădăraș se ridică la 2.093 de locuitori, în scădere față de recensământul anterior din 2011, când fuseseră înregistrați 2.199 de locuitori. Majoritatea locuitorilor sunt maghiari (95,46%). Din punct de vedere confesional, majoritatea locuitorilor sunt romano-catolici (93,6%), iar pentru 3,77% nu se cunoaște apartenența confesională.

## Politică și administrație
Comuna Mădăraș este administrată de un primar și un consiliu local compus din 11 consilieri. Primarul, Dávid Péter[*], de la Uniunea Democrată Maghiară din România, este în funcție din octombrie 2020. Începând cu alegerile locale din 2024, consiliul local are următoarea componență pe partide politice:
|  | Partid                                 | Consilieri | Componența Consiliului | Componența Consiliului | Componența Consiliului | Componența Consiliului | Componența Consiliului | Componența Consiliului | Componența Consiliului | Componența Consiliului | Componența Consiliului | Componența Consiliului |
|  | -------------------------------------- | ---------- | ---------------------- | ---------------------- | ---------------------- | ---------------------- | ---------------------- | ---------------------- | ---------------------- | ---------------------- | ---------------------- | ---------------------- |
|  | Uniunea Democrată Maghiară din România | 10         |                        |                        |                        |                        |                        |                        |                        |                        |                        |                        |
|  | Bálint Ervin                           | 1          |                        |                        |                        |                        |                        |                        |                        |                        |                        |                        |